# Трусевич, Елизавета Сергеевна
Елизавета Сергеевна Трусевич — кинорежиссёр, сценарист, писатель, драматург. Окончила сценарный факультет (мастерская А. Я. Степанова и Н. А. Фокиной) и аспирантуру ВГИК. Член Союза писателей России, преподаватель истории кино и сценарного мастерства Высшей школы (факультета) телевидения МГУ им. М. В. Ломоносова и Гуманитарного института телевидения им. М. А. Литовчина (ГИТР).

## Фильмография

### Режиссёр и автор сценариев
- Фильм «Семицветик» (киностудии имени М. Горького и «Валдай», 90 мин.):

— Гран-при и приз «за лучшую детскую роль» (Иван Оранский) на Кинофестивале визуальных искусств «Орленок», Туапсе;

— приз «лучшей девочке-актрисе» (Анна Потебня) и приз «за самую яркую роль второго плана» (Никита Бабаев) на Международном кинофестивале «Алые паруса» в Артеке

— приз «за лучшую детскую роль» (Анна Потебня) на кинофестивале «Киношок» в программе «КиноМалышок»)

— фильм открытия Дней российского детского кино в Сербии (13-17 сентября 2014 г.).

-Приз за лучший актёрский ансамбль на кинофестивале «Золотой Витязь»
-Единственный российский фильм в конкурсной программе за 2015 год на международном фестивале фильмов для детей и подростков «SCHLINGEL» (Хемниц, Германия).
- «Возвращение Гречанинова» (премьера: телеканал «Культура», 06.12.2012)[12][13]: специальный памятный приз Новосибирской Митрополии Русской Православной Церкви на Международном кинофестивале «Русское Зарубежье. Встречи в Новосибирске»[14][15][16][17]. Участник XV Кубанского Международного кинофестиваля «Вечевой колокол»[18], VII Международный кинофестиваль «Русское зарубежье»[19].
- «Каменные гости»[20][21][22][23][24] (2011, киностудия «Валдай»): победитель XIII Евразийского телефорума −2011 в номинации «Новая Москва».
- «Герои нашего времени»[25][26][27][28][29][30] (2010, кинокомпания «СтоЛент», премьера на фестивале «Послание к человеку-2010»): *победитель XIII Евразийского телефорума (диплом «За оригинальную режиссуру»)[31], призёр Национальной премии «СТРАНА» — 2011[32], специальный приз президента киноклуба «Русский путь» (Дом Русского зарубежья им. А. И. Солженицына) «за талантливое драматургическое решение» — 2011.

### Автор сценариев и пьес
- Пьеса «В зале есть врач?» (постановка в Пензенском драматическом театре им. А. Луначарского).
- Фильм «Счастье — это…» (новелла «Принцесса цирка», кинокомпания «Disney», 2015)[33][34]
- Фильм «Луч на повороте» (киностудия «БАТ продакш», Москва, 2010). Телепремьера: «ТВ Центр», 01.06.2013[35]
- Сценарий «Лида» — победитель международного благотворительного кинофестиваля «Лучезарный ангел» в 2009 г. в номинации «Лучший сценарий полнометражного фильма»[36][37] и кинофестиваля «Право и правда- 2011»[38];; второе место на конкурсе на лучший сценарий п/м художественного фильма на Национальной киностудии «Беларусьфильм» в 2007 г.[39]. Публикация в журнале «Российский колокол».
- Сценарий «Телевизор» — победитель XXVI Международного фестиваля ВГИК в номинации конкурса на лучший сценарий полнометражного игрового фильма в 2006 г.;
- Сценарии неигровых фильмов:
«Великие провалы. „Бежин луг“» — победитель XXIV Международного фестиваля ВГИК в номинации «Лучший сценарий неигрового фильма», 2004 г.
«Близко к сердцу» (реж. Д. Шабаев)
«Дорожите счастьем, дорожите…»[40] (реж. А. Линич, специальный диплом Второго Всероссийского фестиваля документального кино за создание образа поэта на войне «Человек и война»)
«Праскева-пятница» (реж. С. Яковлев, к 200-летию со дня смерти Н. Шереметьева, киностудия ВГИК)
«Счастье осталось в доме…» (реж. С. Яковлев, диплом на международном театральном фестивале «Мелиховская весна», лауреат Международного кинофестиваля ВГИК −2009)
«Старший сын: месть Сталину» и «Александр Щербаков: испытания в небе и на земле» (реж. С. Яковлев, киностудия «Русское поле», серия «Кремлёвские лейтенанты», телеканал «Звезда», 2008)[41]

## Публикации
- моногорафия «Режиссёрские приемы неигрового фильма» (М.: ГИТР, 2017)
- пьеса «В зале есть врач?» (журнал «Современная драматургия», декабрь 2015)
- повесть «Во имя отца, сына и…» опубликована в сборнике «Московский год прозы» (2014, Москва, «Литературная газета», ИПО «У никитских ворот»)[42].
- повесть «Роман» (журнал «Юность», 2011, № 7-8)[43] лауреат премии журнала «Юность»[46] имени Валентина Катаева в номинации «Проза» за 2011 год (повесть «Роман»)
- повесть «Лида» (журнал «Российский колокол», 2009)
- рассказ «Иностранная фамилия» (журнал «Российский колокол», 2008)
- повесть «Перекати-поле» («Роман-газета», 2006)